# Arco de Trajano (Timgad)
El arco de Trajano de Timgad es un arco de triunfo romano construido a mediados del siglo II. Fue erigido en la puerta occidental del decumano, en entrada del camino a Lambaesis.

## Historia
La ciudad de Timgad fue fundada en el año 100 por Trajano probablemente como campamento para la Legio III Augusta. Esta legión se trasladaría más tarde a Lambaesis, no obstante la ciudad se transformaría en un centro comercial en constante desarrollo. El auge económico condujo a la construcción de grandes estructuras y edificios que transformarían a Timgad de un primitivo asentamiento militar a una moderna ciudad comercial. Una de las estructuras más importantes erigidas durante este período fue precisamente el arco de Trajano, llamado así en honor al fundador de la ciudad, el cual reemplazó una puerta más funcional diseñada para resistir posibles invasiones.
La época de auge económico de Timgad finalizó en el año 430 con la invasión de los vándalos, para posteriormente ser destruida por los montañeses de Aurés a finales del siglo V y se la abandonó definitivamente tras la invasión árabe en el siglo VIII. El arco de Trajano sobrevivió, casi intacto, hasta nuestros días con un mínimo de restauración.

## Descripción

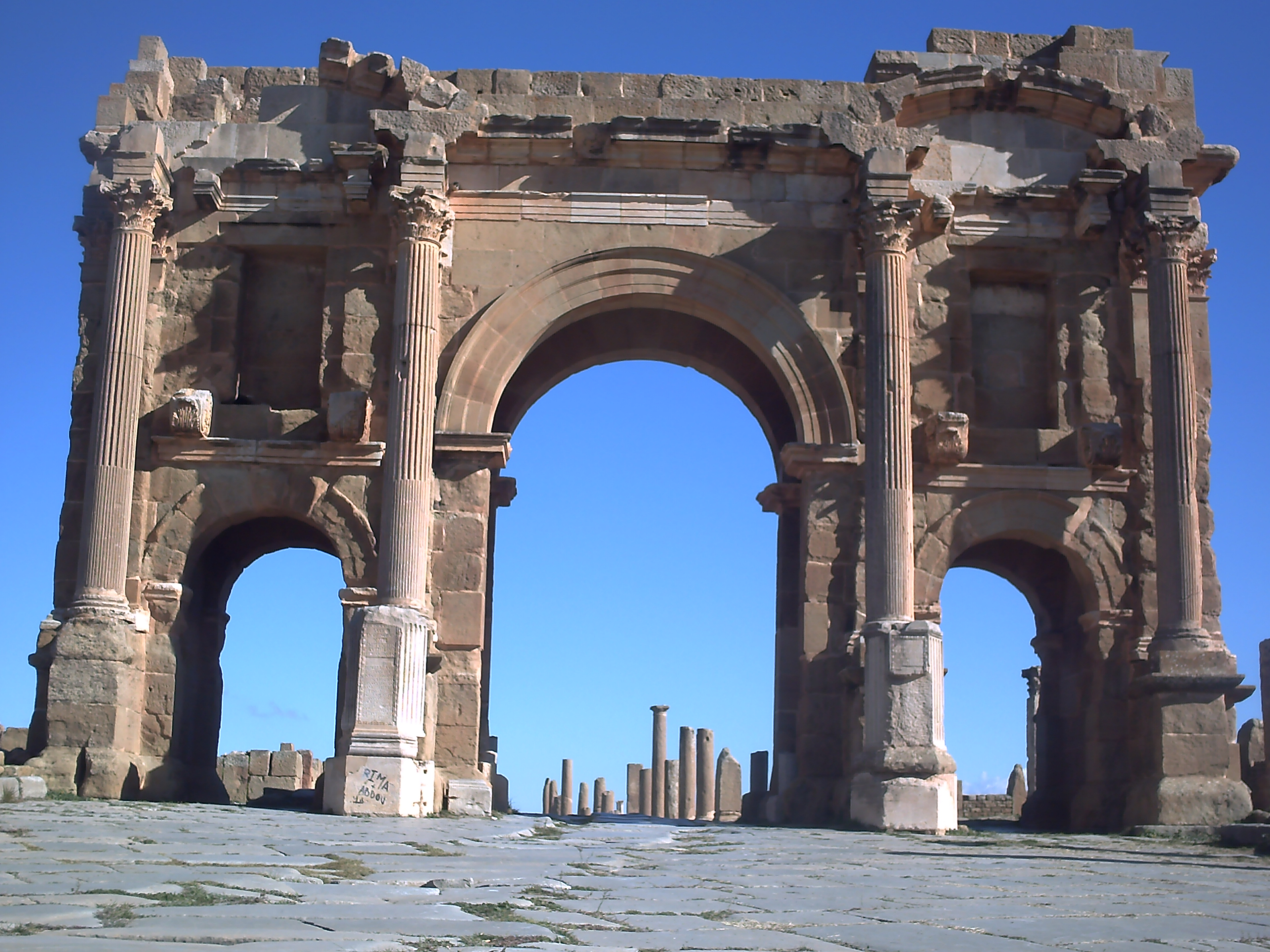
Arco de Trajano de Timgad.

El arco de Trajano, con una altura de doce metros, tiene tres arcos. El arco central (el más grande de los tres con seis metros de altura) permitía el tránsito de vehículos, mientras que los dos arcos laterales (de casi cuatro metros de altura) estaban reservados para los peatones.
Por encima de los arcos laterales se encuentran talladas varias columnas de estilo corintio junto con unas hornacinas que debían albergar varias estatuillas. Cuatro columnas apoyadas sobre un pedestal sostienen el ático, que probablemente estaba ornamentado con una serie de estatuas talladas teniendo como figura central un carro, siendo éste la figura principal de todo el monumento.
Otros bajorrelieves fueron agregados posteriormente durante el reino de Septimio Severo (193-211) en la cara oriental del arco, con estatuas de Marte y Concordia. Estos agregados fueron firmados por Licinius Optatianus.